# Divino de São Lourenço
Divino de São Lourenço est une municipalité brésilienne située dans l'État de l'Espirito Santo.